# Kai Kaus I.

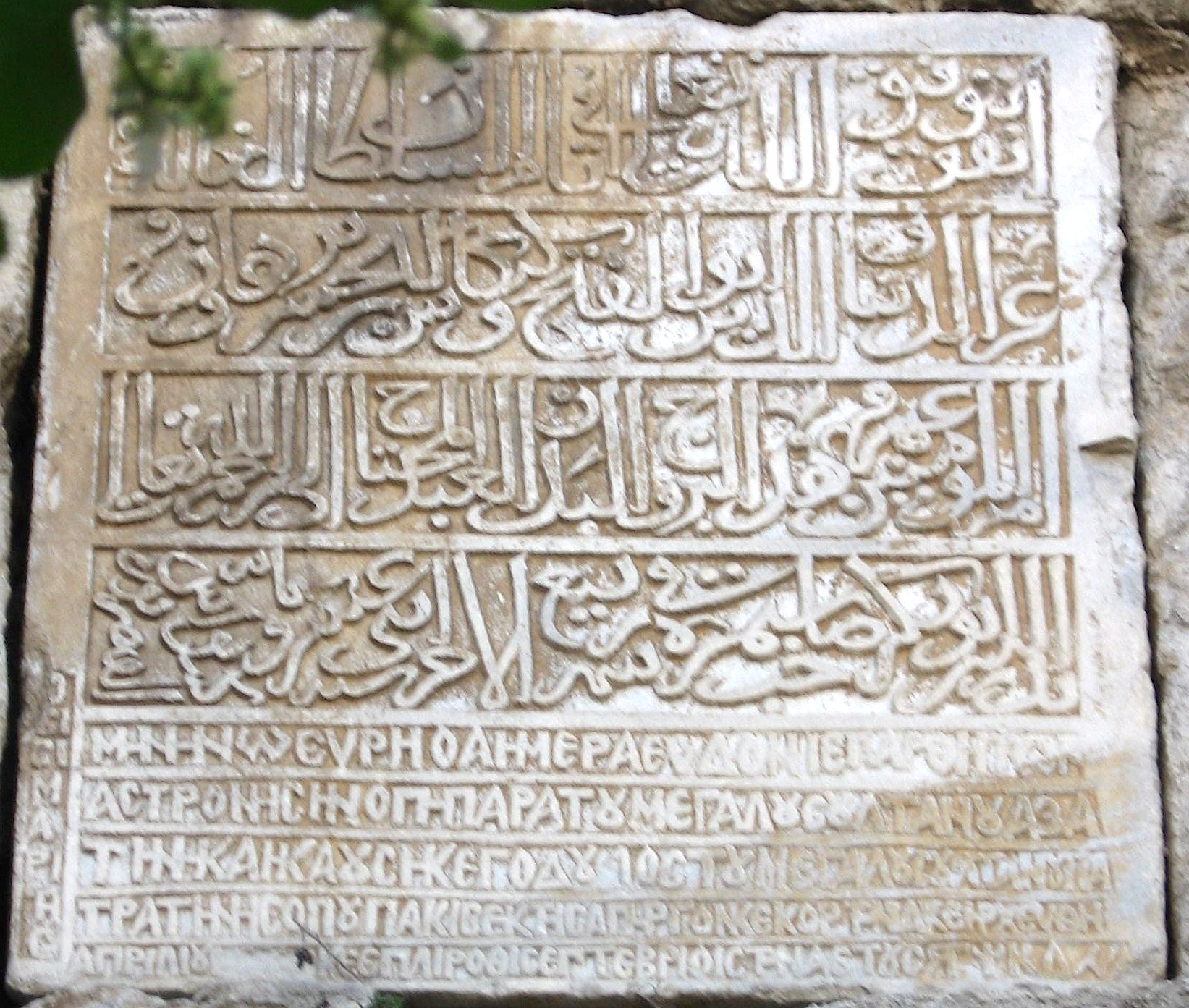
Eine zweisprachige Inschrift des Sultans aus Sinop, das an die Renovierung der Stadtmauer erinnern soll.

Izz Ad-Din Kai Kaus I. (auch Kaikaus, türkisch I. İzzedin Keykavus; † 1220) war von 1211 bis 1220 Herrscher des seldschukischen Sultanats von Rum.
Kai Kaus folgte 1211 seinem Vater Kai Chosrau I. auf dem Thron. Dabei setzte er sich gegen seinen Bruder Kai Kobad I., der die Thronbesteigung nicht akzeptierte, durch. Kai Kaus’ wichtigstes Ziel war die wirtschaftliche Unabhängigkeit seines Reiches. Dafür unternahm er große Anstrengungen. So schloss er mit dem Königreich Zypern ein Handelsabkommen ab. Um den Zugang zum Schwarzen Meer zu erleichtern, entriss er dem Kaiserreich Trapezunt die Stadt Sinope. Um die Handelsroute über Syrien zu kontrollieren, bezwang er die Armenier in Kilikien.
Als Kai Kaus 1220 starb, wurde sein Bruder Kai Kobad I. neuer Sultan.

## Eroberung von Sinope
Kai Kaus’ wichtigster Erfolg war die Eroberung von Sinope. 1214 konnten die Seldschuken den Kaiser Alexios I. von Trapezunt während einer Jagd überwältigen und gefangen nehmen. Der Kaiser wurde zum Sultan gebracht. Im Gegenzug für seine Freilassung übergab Alexios I. Sinope an Kai Kaus. Nun hatten die Rum-Seldschuken Zugang zum Schwarzen Meer eine Landverbindung quer durch Anatolien bis zu ihrem Hafen in Antalya. Dieser Keil trennte nun das Kaiserreich Nikaia, zu dem Kai Kaus ein gutes Verhältnis hatte, von Trapezunt. Bei Sinope ließ der Herrscher eine Flotte errichten, die mehrmals Fahrten zur Krim-Halbinsel unternahm.
Kai Kaus setzte den Armenier Rais Hetoum als Statthalter in Sinope ein. 1215 wurden die Stadtmauern unter Aufsicht des Griechen Sebastos renoviert. An diese Renovierung erinnerte eine Inschrift, die in Arabisch und Griechisch verfasst war, an einem Turm in der Nähe des westlichen Tores.

## Bündnis mit den Kreuzfahrern
1218 wandte sich Kai Kaus gen Osten. Während des Fünften Kreuzzugs verbündete er sich mit den Kreuzfahrern und griff die Ayyubiden in Syrien an, während die Kreuzfahrer gleichzeitig Ägypten angriffen und die Ayyubiden so in einen Zwei-Fronten-Krieg zwangen. Sein Ziel war die Eroberung Aleppos. Bis 1221 wurde er allerdings wieder zurückgeschlagen. Bevor Kai Kaus ein neues Bündnis gegen die Ayyubiden aufstellen konnte, verstarb er.

## Bauwerke
1217 ließ Kai Kaus in Sivas die Şifaiye-Medrese errichten. Das Gebäude ist Schule und Hospital zugleich. Die Medrese enthält außerdem das Mausoleum des Sultans Kai Kaus.